# ليك (سويسرا)
ليك (بالفرنسية: Leuk)‏ هي بلدية تقع في كانتون فاليز في سويسرا. يقدر عدد سكانها بـ 3,376 نسمة.

## المدن التوأمة
- مونكفيلن،  سويسرا